# Parageaya bielawskii
Parageaya bielawskii is een hooiwagen uit de familie Sclerosomatidae.